# Neodythemis campioni
Neodythemis campioni é uma espécie de libelinha da família Libellulidae. 
Pode ser encontrada nos seguintes países: Camarões, Libéria e Serra Leoa.
Os seus habitats naturais são: florestas subtropicais ou tropicais húmidas de baixa altitude e rios. 